# توني كليمنت
توني كليمنت هو محامي وسياسي كندي، ولد في 27 يناير 1961 في مانشستر في المملكة المتحدة. حزبياً، نشط في حزب المحافظين الكندي وحزب أونتاريو المحافظ التقدمي.

## مناصب
- في الانتخابات الاتحادية الكندية 2006 [الإنجليزية]‏، انتخب عضو مجلس العموم الكندي عن دائرة Parry Sound—Muskoka (federal electoral district) [الإنجليزية]‏ وقد انضم خلال فترته النيابية [الإنجليزية]‏ (23 يناير 2006 – 13 أكتوبر 2008)  للكتلة البرلمانية حزب المحافظين الكندي.
- في الانتخابات الاتحادية الكندية 2008 [الإنجليزية]‏، انتخب عضو مجلس العموم الكندي عن دائرة Parry Sound—Muskoka (federal electoral district) [الإنجليزية]‏ وقد انضم خلال فترته النيابية [الإنجليزية]‏ (14 أكتوبر 2008 – 1 مايو 2011)  للكتلة البرلمانية حزب المحافظين الكندي.
- في الانتخابات الاتحادية الكندية 2011 [الإنجليزية]‏، انتخب عضو مجلس العموم الكندي عن دائرة Parry Sound—Muskoka (federal electoral district) [الإنجليزية]‏ وقد انضم خلال فترته النيابية [الإنجليزية]‏ (2 مايو 2011 – 18 أكتوبر 2015)  للكتلة البرلمانية حزب المحافظين الكندي.
- انتخب عضو مجلس العموم الكندي عن دائرة Parry Sound—Muskoka (federal electoral district) [الإنجليزية]‏ وقد انضم خلال فترته النيابية [الإنجليزية]‏ (7 نوفمبر 2018 – )  للكتلة البرلمانية مستقل.
- انتخب وزير الابتكار والعلوم والصناعة (كندا) (30 أكتوبر 2008 – 18 مايو 2011).
- انتخب وزير الشؤون الخارجية (20 نوفمبر 2015 – 12 يوليو 2016).
- انتخب Minister of Public Safety, Democratic Institutions and Intergovernmental Affairs [الإنجليزية]‏ (15 أكتوبر 2016 – ).
- انتخب Minister responsible for the Federal Economic Development Initiative for Northern Ontario [الإنجليزية]‏ (6 فبراير 2006 – 15 يوليو 2013).
- انتخب وزير الصحة [الإنجليزية]‏ (6 فبراير 2006 – 30 أكتوبر 2008).
- انتخب رئيس مجلس وزارة المالية [الإنجليزية]‏ (18 مايو 2011 – 4 نوفمبر 2015).
- انتخب عضو برلمان مقاطعة أونتاريو.
- في الانتخابات الفيدرالية الكندية 2015، انتخب عضو مجلس العموم الكندي عن دائرة Parry Sound—Muskoka (federal electoral district) [الإنجليزية]‏ وقد انضم خلال فترته النيابية [الإنجليزية]‏ (19 أكتوبر 2015 – 7 نوفمبر 2018)  للكتلة البرلمانية حزب المحافظين الكندي.

## وصلات خارجية
- الموقع الرسمي